# Albrecht Eggert
Pour les articles homonymes, voir Eggert.
Albrecht Eggert (né le 23 mars 1903, mort le 5 janvier 1977) est un officier allemand, résistant au nazisme.

## Biographie
Eggert est administrateur des domaines de Zipkow en Poméranie. Il appartient à l'Église confessante. Eggert est arrêté à deux reprises en 1934 et 1935, mais est relâché faute de preuves. En 1936, il refuse de prêter loyauté en tant qu'officier de réserve au régime nazi. Grâce au colonel Berndt von Kleist, un cousin d'Ewald von Kleist-Schmenzin, il est transféré dans le groupe d'armées Centre. Il entre dans un cercle d'officiers résistants autour de Henning von Tresckow.
Eggert participe activement à la préparation d'un attentat contre Hitler en mars 1944, attentat devant se dérouler sur le chemin de l'aéroport de Smolensk et le siège du groupe d'armées Centre. Tresckow demande à Eggert le 15 juin 1944 s'il serait prêt à placer une bombe au Quartier général du Führer. Mais faute de connaissances suffisantes, le plan est annulé. Après le complot du 20 juillet 1944, Eggert peut, comme d'autres conspirateurs, échapper à une arrestation immédiate, car Fabian von Schlabrendorff n'a pas fait d'aveu malgré la torture.